# 輝発河
輝発河 (またはホイファ河, 簡体字：辉发河, 満文：ᡥᠣᡳᡶᠠ ᠪᡳᡵᠠ, 転写：hoifai bira) は、旧満州中部を流れる第二松花江 (長白山から嫩江までの区間) 左岸の支流。上流は大柳河とも呼ばれ、また古くは衛楽江 (韋濼江)、回跋江、回霸江、灰扒江などとも表記された。全長267.7km、流域面積は14,900km2。

## 歴史
輝発河流域の人類史は古く、後期旧石器時代にはすでに人類が居住したとみられる痕跡が確認できる。上流の梅河口市・柳河県の両境内には春秋戦国 (東周) 時代の青銅文化遺跡である輝発河上游石棚墓、および稀少な女真文字の石碑である慶雲摩崖石刻などが発見されている。中流域には輝発城趾、下流域には渤海国長嶺府治所遺跡である蘇密城が位置する。

## 河川本流
輝発河は遼寧省清原満族自治県南山城鎮境内に聳える龍崗山脈の北麓に発し、蛇行しながら北へ流れ、遼寧・吉林両省境界の海龍貯水湖に注ぎ、そこから吉林省境内に進入し、東北方に向きをかえて梅河口市、輝南県、樺甸市を経由し、最後に樺甸市金沙鎮頭道溝で東北方向に第二松花江 (長白山から嫩江までの区間) と合流する。全長は267.7km、そのうち遼寧省内で33.7km。勾配は0.5‰。

## 流域・支流
輝発河の流域面積は14,900km2で、そのうち遼寧省を流れる面積は540.8km2。流域内水系が発達し、細かい網の目のように支流が伸び、左岸と右岸の支流本数の割合はほぼ均等になっている。流域面積が1,00km2以上の支流には蓮河、大沙河、一統河、三統河、金沙河などがある。
流域は温帯の大陸性季節風気候に属し、四季がわかれる。年平均気温は4.1℃。年平均降水量は600から780mmで、6から9月に集中する。年平均流量は35.94億m3。

## 参照先・脚註
1. 1 2   滿洲實錄. 不詳
2. 1 2  不詳
3. ↑   遼史. 不詳
4. ↑   大金國志. 不詳
5. 1 2 3   中国河湖大典. 中国水利水电出版社. (2014-4). p. 141
6. 1 2 3 4 5 6 7 8  维基百科「辉发河」より引用。典拠なし、あるいは脚註のリンク先消失。